# Elección para gobernador de Maryland de 2022
La elección para gobernador de Maryland de 2022 se llevó a cabo el 8 de noviembre. El gobernador republicano titular Larry Hogan tiene un mandato limitado y no puede buscar la reelección para un tercer mandato. Las elecciones primarias se realizaron el 19 de julio de 2022.

## Primaria republicana

### Candidatos declarados
- Dan Cox, delegado estatal por el 4.º distrito.[2]
- Robin Ficker, ex delegado estatal por el distrito 15B.[3]
- Kelly Schulz, ex secretaria de comercio de Maryland, ex secretaria de trabajo de Maryland y exmiembro de la Cámara de Delegados de Maryland.[4]
- Joe Werner.

### Resultados
| Candidatos                 | Votos   | %     |
| -------------------------- | ------- | ----- |
|                            | Votos   | %     |
| Dan Cox                    | 153,423 | 52,00 |
| Kelly Schulz               | 128,302 | 43,48 |
| Robin Ficker               | 8,268   | 2,80  |
| Joe Werner                 | 5,075   | 1,72  |
|                            |         |       |
| Total                      | 295,068 | 100   |
|                            |         |       |
| Fuente: Elections Maryland |         |       |

## Primaria demócrata

### Candidatos declarados
- Rushern L. Baker III.
- Jon Baron.[5]
- Peter Franchot.[6]
- Douglas F. Gansler, exfiscal general de Maryland.[7]
- Ralph Jaffe.[8]
- Ashwani K. Jain.[9]
- John King Jr., ex secretario de educación de los Estados Unidos.[10]
- Wes Moore.[11]
- Tom Pérez, expresidente del Partido Demócrata y ex secretario de trabajo de los Estados Unidos.[12][13]
- Jerome Segal.

### Resultados
| Candidatos                 | Votos   | %     |
| -------------------------- | ------- | ----- |
|                            | Votos   | %     |
| Wes Moore                  | 217,524 | 32,41 |
| Tom Pérez                  | 202,175 | 30,12 |
| Peter Franchot             | 141,586 | 21,10 |
| Rushern L. Baker III       | 26,594  | 3,96  |
| Douglas F. Gansler         | 25,481  | 3,80  |
| John King Jr.              | 24,882  | 3,71  |
| Ashwani K. Jain            | 13,784  | 2,05  |
| Jon Baron                  | 11,880  | 1,77  |
| Jerome Segal               | 4,276   | 0,64  |
| Ralph Jaffe                | 2,978   | 0,44  |
|                            |         |       |
| Total                      | 671,160 | 100   |
|                            |         |       |
| Fuente: Elections Maryland |         |       |

## Resultados

### Generales
| Elección para gobernador de Maryland 2022 | Elección para gobernador de Maryland 2022 | Elección para gobernador de Maryland 2022 | Elección para gobernador de Maryland 2022 | Elección para gobernador de Maryland 2022 |
| Partido                                   | Partido                                   | Candidato                                 | Votos                                     | %                                         |
| ----------------------------------------- | ----------------------------------------- | ----------------------------------------- | ----------------------------------------- | ----------------------------------------- |
|                                           | Republicano                               | Dan Cox                                   |                                           |                                           |
|                                           | Demócrata                                 | Wes Moore                                 |                                           |                                           |
|                                           | Libertario                                | David Lashar                              |                                           |                                           |
|                                           | Verde                                     | Nancy Wallace                             |                                           |                                           |
|                                           | Clase Trabajadora                         | David Harding                             |                                           |                                           |
|                                           |                                           |                                           |                                           |                                           |
| Total                                     | Total                                     | Total                                     |                                           | 100                                       |

### Por condado
| Condado            | Cox (R)  | Cox (R) | Moore (D) | Moore (D) | Lashar (L) | Lashar (L) | Wallace (V) | Wallace (V) | Harding (T) | Harding (T) | Total |       |
| Condado            | Votos    | %       | Votos     | %         | Votos      | %          | Votos       | %           | Votos       | %           | Total | Votos |
| ------------------ | -------- | ------- | --------- | --------- | ---------- | ---------- | ----------- | ----------- | ----------- | ----------- | ----- | ----- |
| Condado            | Allegany |         |           |           |            |            |             |             |             |             |       |       |
| Anne Arundel       |          |         |           |           |            |            |             |             |             |             |       |       |
| Baltimore          |          |         |           |           |            |            |             |             |             |             |       |       |
| Baltimore (ciudad) |          |         |           |           |            |            |             |             |             |             |       |       |
| Calvert            |          |         |           |           |            |            |             |             |             |             |       |       |
| Caroline           |          |         |           |           |            |            |             |             |             |             |       |       |
| Carroll            |          |         |           |           |            |            |             |             |             |             |       |       |
| Cecil              |          |         |           |           |            |            |             |             |             |             |       |       |
| Charles            |          |         |           |           |            |            |             |             |             |             |       |       |
| Dorchester         |          |         |           |           |            |            |             |             |             |             |       |       |
| Frederick          |          |         |           |           |            |            |             |             |             |             |       |       |
| Garrett            |          |         |           |           |            |            |             |             |             |             |       |       |
| Harford            |          |         |           |           |            |            |             |             |             |             |       |       |
| Howard             |          |         |           |           |            |            |             |             |             |             |       |       |
| Kent               |          |         |           |           |            |            |             |             |             |             |       |       |
| Montgomery         |          |         |           |           |            |            |             |             |             |             |       |       |
| Prince George's    |          |         |           |           |            |            |             |             |             |             |       |       |
| Queen Anne's       |          |         |           |           |            |            |             |             |             |             |       |       |
| Saint Mary's       |          |         |           |           |            |            |             |             |             |             |       |       |
| Somerset           |          |         |           |           |            |            |             |             |             |             |       |       |
| Talbot             |          |         |           |           |            |            |             |             |             |             |       |       |
| Washington         |          |         |           |           |            |            |             |             |             |             |       |       |
| Wicomico           |          |         |           |           |            |            |             |             |             |             |       |       |
| Worcester          |          |         |           |           |            |            |             |             |             |             |       |       |
|                    |          |         |           |           |            |            |             |             |             |             |       |       |
| Total              |          |         |           |           |            |            |             |             |             |             |       |       |